# Zejhun Demirov

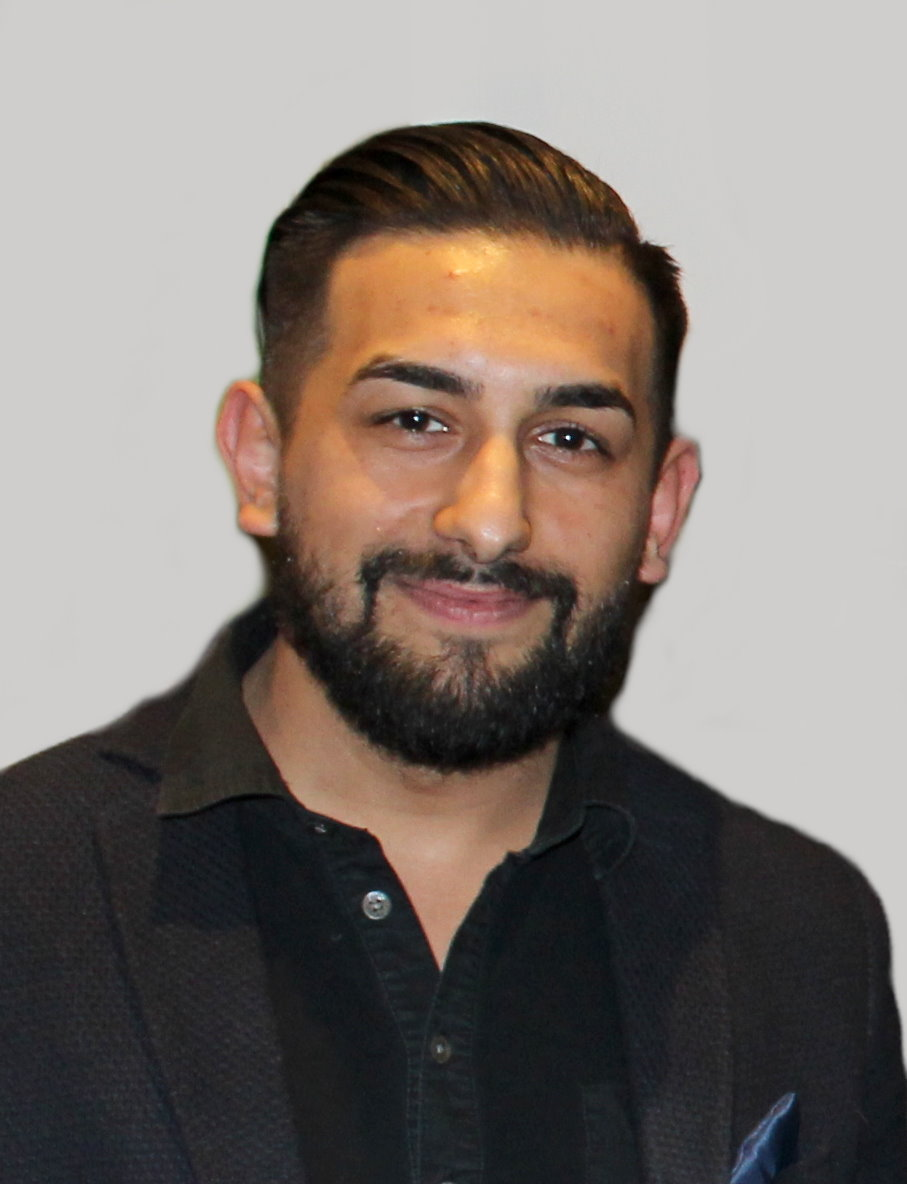
Zejhun Demirov (2019)

Zejhun Demirov (* 1992 in Düsseldorf) ist ein deutscher Filmschauspieler.

## Wirken
Demirov, der mazedonische Wurzeln hat, begann seine Schauspielerkarriere unter Leitung von Petra Lammerts und Jean-Luc Bubert im Jugendclub des Düsseldorfer Schauspielhauses. Von 2009 bis 2016 spielte er in der RTL-Serie Der Lehrer den Schüler Mehmet Yilmaz. In der ORF-Produktion Kebab mit alles war er 2011 in einer Nebenrolle erstmals in einem Spielfilm zu sehen. Für seine Darstellung der Rolle des jungen Muslims Oray im Kinofilm Oray wurde er 2018 für seine schauspielerischen Leistungen mit dem Götz-George-Nachwuchspreis des First Steps Filmpreises ausgezeichnet. 2020 stand er bei den Dreharbeiten des Tatorts: Rettung so nah vor der Kamera.

## Filmografie (Auswahl)
- 2009–2016: Der Lehrer (Fernsehserie, 23 Folgen)
- 2011: Kebab mit alles
- 2012: Little Thirteen
- 2012: Ein Fall für zwei (Fernsehserie, Folge 31x12)
- 2015: Die Kleinen und die Bösen
- 2017: Hubert ohne Staller (Fernsehserie, Folge 6x06)
- 2019: M – Eine Stadt sucht einen Mörder (Fernsehserie, Folgen 1x01, 1x03–1x06)
- 2019: Oray
- 2019: Skylines (Fernsehserie, Folgen 1x01–1x02)
- 2021: Tatort: Rettung so nah (Fernsehreihe)
- seit 2021: Almania
- 2021: Krass Klassenfahrt – Der Kinofilm
- 2022: Axiom
- 2022: Zimmer mit Stall – So ein Zirkus
- 2024: Der Buchspazierer
- 2024: Frisch
- 2025: Notruf Hafenkante (Fernsehserie)

## Hörspiele (Auswahl)
- 2013: Merle Kröger: Grenzfall (2. Teil) (Florin) – Regie: Thomas Leutzbach (Hörspielbearbeitung – WDR)
- 2014: Mark Zak: Glaube Liebe Mafia – Die Frau des Paten (Tayfun Coban) – Regie: Thomas Leutzbach (Hörspielbearbeitung, Kriminalhörspiel – WDR)
- 2018: Andrea Oster, Ulrich Noller: Sofias Krieg. Fiktionale Politserie. Der Terror in den Köpfen (3., 8. und 20. Folge) (Informant/Kurde/Informant) – Regie: Thomas Leutzbach (Original-Hörspiel – WDR)
- 2018: Max Urlacher: Mit Volldampf durch die Wüste. Das Geheimnis der Bagdadbahn (Mehmet) – Regie: Claudia Johanna Leist (Original-Hörspiel, Kinderhörspiel – WDR)

## Auszeichnungen
- 2018: Preisträger des Götz-George-Nachwuchspreis des First Steps Filmpreises für Oray
- 2019: Special Mention in der Kategorie Competition – Fiction des Crossing Europe Filmfestival für Oray[4]